# Albas (Lot)
Pour les articles homonymes, voir Albas.
Albas est une commune française située dans le sud-ouest du département du Lot, en région Occitanie. Sur le plan historique et culturel, la commune est dans le Quercy Blanc, correspondant à la partie méridionale du Quercy, qui doit son nom à ses calcaires lacustres du Tertiaire.
Exposée à un climat océanique altéré, elle est drainée par le Lot, le Lissourgues et par divers autres petits cours d'eau. La commune possède un patrimoine naturel remarquable composé de deux zones naturelles d'intérêt écologique, faunistique et floristique.
Albas est une commune rurale qui compte 529 habitants en 2022, après avoir connu un pic de population de 2 033 habitants en 1836. Elle est dans l'agglomération de Luzech et fait partie de l'aire d'attraction de Cahors. Ses habitants sont appelés les Albasois ou  Albasoises.

## Géographie
Commune de l'unité urbaine de Luzech, Albas est une vieille bourgade épiscopale édifiée en majeure partie sur une falaise au-dessus du Lot, dont l'ensemble forme un site. Le 1er degré de longitude ouest du méridien de Paris passant par Parnac, Albas est à une minute trois secondes de longitude ouest. Elle se trouve donc au milieu de l'hémisphère nord, au centre de la zone tempérée et, dans le sud-ouest de la France, aux confins des dernières pentes du Massif central.
La forme générale de la commune est un trapèze dont la grande base est à l'ouest, la petite base à l'est et les côtés non parallèles, au nord et au sud. La grande base a 6,5 km, distance à vol d'oiseau mesurée depuis Foulquet jusqu'aux limites de Lalaurie. La petite base a 5 km à vol d'oiseau, mesurée depuis le tunnel jusqu'aux confins de Garrigou. Les principales dimensions est-ouest sont : des coteaux de Labarthe au bois d'Anglars, 4,2 km ;  de Crespiac à Laframie, 3 km ;  de Cousseran à Gatrigou, 4,5 km toujours à vol d'oiseau.
La distance d'Albas à Luzech, chef-lieu de canton, est de 5 km et celle d'Albas à Cahors, chef-lieu du département, de 23,5 km. Distance des villages : Cénac est à 6 km du bourg ;  la Rivière-Haute à 1,4 km ;  la Rivière-Basse à 1,8 km ; Paradis et le Moulin à 500 m ;  le Souleillat à 3 km ; Cambou à 2 km environ.
La partie haute du village est dominée par l'église Saint-Étienne. La mairie, située dans l'ancien presbytère, occupe l'ancien château épiscopal dont les vestiges, en à-pic sur la rivière, sont très impressionnants. Près du Lot, le bourg est au contact du vignoble, rendu proche par un pont suspendu.
De ce pont, on bénéficie d'une vue sur l'éperon rocheux sur lequel est bâti Albas. La nuit, en période estivale, les roches sont alors illuminées et donnent au site une vision des plus attrayantes. De la table d'orientation, située sur la route de Sauzet, on peut découvrir un paysage de toute beauté sur le cœur du village et dans le méandre du Lot, le vignoble s'étend sur toute la plaine de Luzech à Castelfranc. Il faut découvrir les maisons anciennes sur la place du village et en particulier une demeure du XVIe siècle avec tour d'escalier et porte sculptée. Le village appartient aux villages de caractère du Lot.

### Communes limitrophes
Albas est limitrophe de huit autres communes.
Les communes limitrophes sont Anglars-Juillac, Bélaye, Cambayrac, Carnac-Rouffiac, Castelfranc, Luzech, Saint-Vincent-Rive-d'Olt et Sauzet.
| Anglars-Juillac | Castelfranc | Luzech                   |
| Bélaye          | Albas       | Saint-Vincent-Rive-d'Olt |
| Carnac-Rouffiac | Sauzet      | Cambayrac                |

### Hydrographie
Albas est arrosée par le Lot, le ruisseau de Payrols, le ruisseau des Albenquats...

### Géologie et relief
La superficie de la commune est de 2 184 hectares ; son altitude varie de 85  à   332 mètres.

### Voies de communication et transports
Accès avec la route RD 811 (ex RN 111) jusqu'à Castelfranc puis les routes départementales D 9 ou D 8. Une gare SNCF y a été exploitée de 1869 à 1971 sur la ligne de Monsempron-Libos à Cahors.

### Climat
Pour des articles plus généraux, voir Climat de l'Occitanie et Climat du Lot.
En 2010, le climat de la commune est de type climat océanique altéré, selon une étude s'appuyant sur une série de données couvrant la période 1971-2000. En 2020, Météo-France publie une typologie des climats de la France métropolitaine dans laquelle la commune est toujours exposée à un climat océanique altéré et est dans la région climatique Aquitaine, Gascogne, caractérisée par une pluviométrie abondante au printemps, modérée en automne, un faible ensoleillement au printemps, un été chaud (19,5 °C), des vents faibles, des brouillards fréquents en automne et en hiver et des orages fréquents en été (15 à 20 jours).
Pour la période 1971-2000, la température annuelle moyenne est de 12,5 °C, avec une amplitude thermique annuelle de 15,9 °C. Le cumul annuel moyen de précipitations est de 817 mm, avec 11,7 jours de précipitations en janvier et 6,2 jours en juillet. Pour la période 1991-2020, la température moyenne annuelle observée sur la station météorologique la plus proche, située sur la commune d'Anglars-Juillac à 4 km à vol d'oiseau, est de 13,5 °C et le cumul annuel moyen de précipitations est de 822,6 mm,. Pour l'avenir, les paramètres climatiques de la commune estimés pour 2050 selon différents scénarios d’émission de gaz à effet de serre sont consultables sur un site dédié publié par Météo-France en novembre 2022.

### Milieux naturels et biodiversité

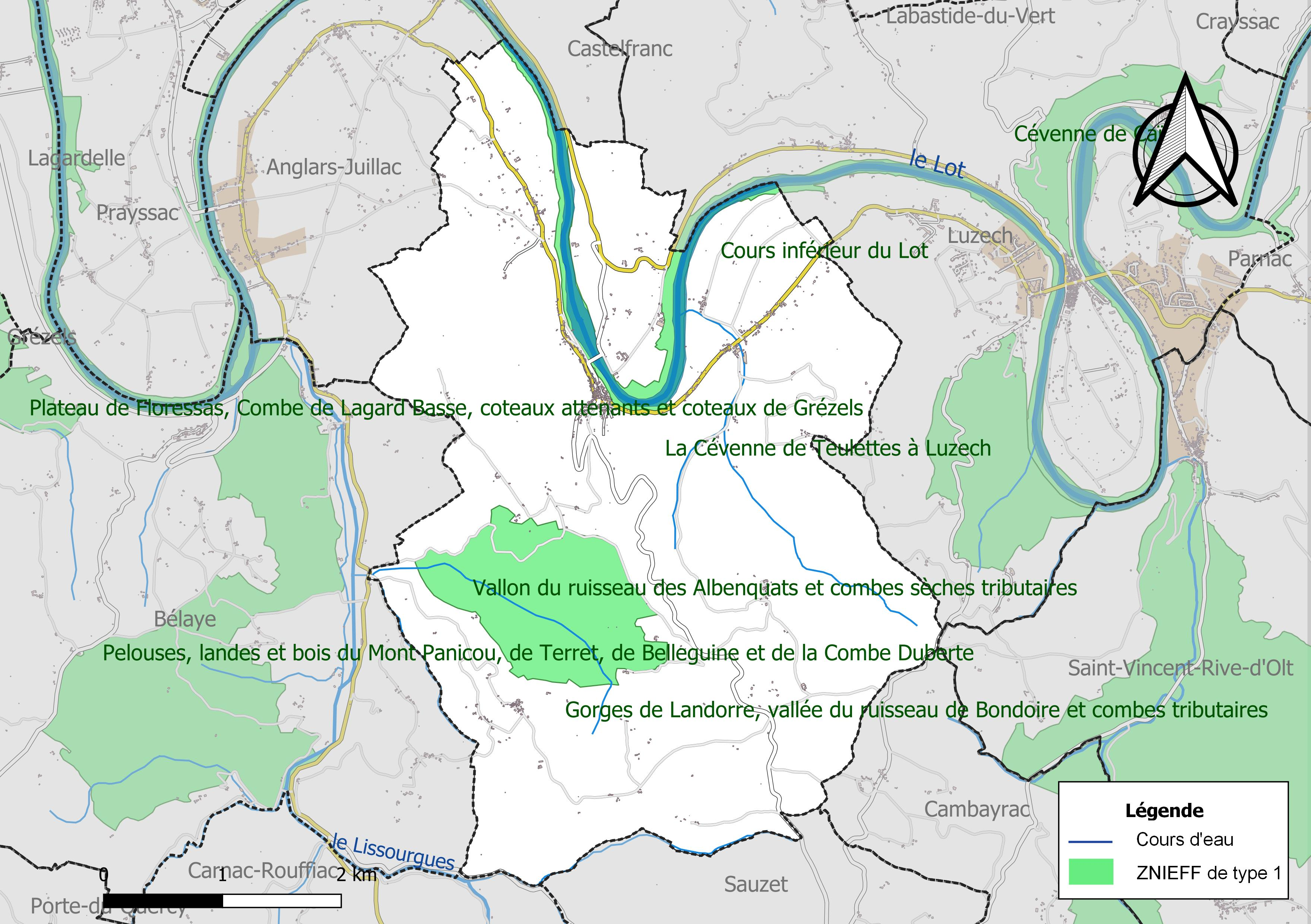
Carte des ZNIEFF de type 1 localisées sur la commune.

L’inventaire des zones naturelles d'intérêt écologique, faunistique et floristique (ZNIEFF) a pour objectif de réaliser une couverture des zones les plus intéressantes sur le plan écologique, essentiellement dans la perspective d’améliorer la connaissance du patrimoine naturel national et de fournir aux différents décideurs un outil d’aide à la prise en compte de l’environnement dans l’aménagement du territoire.
Deux ZNIEFF de type 1 sont recensées sur la commune :
le « cours inférieur du Lot » (1 209 ha), couvrant 25 communes dont 23 dans le Lot et deux dans le Lot-et-Garonne et 
le « vallon du ruisseau des Albenquats et combes sèches tributaires » (188 ha).

## Urbanisme

### Typologie
Au 1er janvier 2024, Albas est catégorisée commune rurale à habitat très dispersé, selon la nouvelle grille communale de densité à sept niveaux définie par l'Insee en 2022.
Elle appartient à l'unité urbaine de Luzech, une agglomération intra-départementale regroupant trois  communes, dont elle est une commune de la banlieue,,. Par ailleurs la commune fait partie de l'aire d'attraction de Cahors, dont elle est une commune de la couronne,. Cette aire, qui regroupe 78 communes, est catégorisée dans les aires de 50 000 à moins de 200 000 habitants,.

### Occupation des sols
L'occupation des sols de la commune, telle qu'elle ressort de la base de données européenne d’occupation biophysique des sols Corine Land Cover (CLC), est marquée par l'importance des forêts et milieux semi-naturels (68,2 % en 2018), une proportion sensiblement équivalente à celle de 1990 (69 %). La répartition détaillée en 2018 est la suivante : 
forêts (42,6 %), milieux à végétation arbustive et/ou herbacée (25,6 %), cultures permanentes (17,5 %), zones agricoles hétérogènes (6,7 %), prairies (4,3 %), eaux continentales (3,3 %). L'évolution de l’occupation des sols de la commune et de ses infrastructures peut être observée sur les différentes représentations cartographiques du territoire : la carte de Cassini (XVIIIe siècle), la carte d'état-major (1820-1866) et les cartes ou photos aériennes de l'IGN pour la période actuelle (1950 à aujourd'hui).

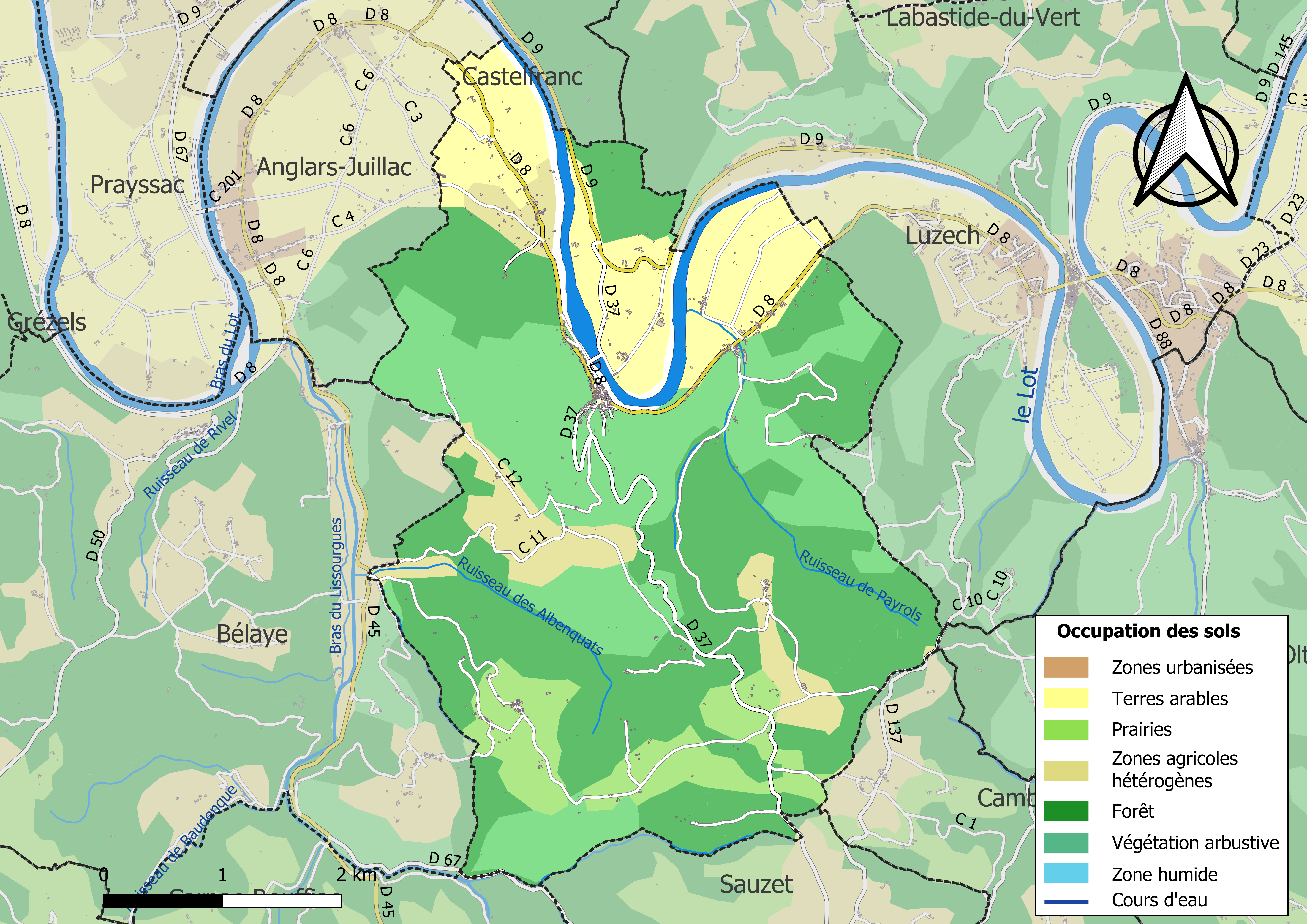
Carte des infrastructures et de l'occupation des sols de la commune en 2018 (CLC).

### Risques majeurs
Le territoire de la commune d'Albas est vulnérable à différents aléas naturels : météorologiques (tempête, orage, neige, grand froid, canicule ou sécheresse), inondations, feux de forêts, mouvements de terrains et séisme (sismicité très faible). Il est également exposé à un risque technologique, la rupture d'un barrage. Un site publié par le BRGM permet d'évaluer simplement et rapidement les risques d'un bien localisé soit par son adresse soit par le numéro de sa parcelle.

#### Risques naturels
Certaines parties du territoire communal sont susceptibles d’être affectées par le risque d’inondation par débordement de cours d'eau, notamment le Lot et le Lissourgues. La cartographie des zones inondables en ex-Midi-Pyrénées réalisée dans le cadre du XIe Contrat de plan État-région, visant à informer les citoyens et les décideurs sur le risque d’inondation, est accessible sur le site de la DREAL Occitanie. La commune a été reconnue en état de catastrophe naturelle au titre des dommages causés par les inondations et coulées de boue survenues en 1982, 1993, 1996, 1999 et 2003,.
Albas est exposée au risque de feu de forêt. Un plan départemental de protection des forêts contre les incendies a été approuvé par arrêté préfectoral le 30 novembre 2015 pour la période 2015-2025. Les propriétaires doivent ainsi couper les broussailles, les arbustes et les branches basses sur une profondeur de 50 mètres, aux abords des constructions, chantiers, travaux et installations de toute nature, situées à moins de 200 mètres de terrains en nature
de bois, forêts, plantations, reboisements, landes ou friches. Le brûlage des déchets issus de l’entretien des parcs et jardins des ménages et des collectivités est interdit. L’écobuage est également interdit, ainsi que les feux de type méchouis et barbecues, à l’exception de ceux prévus dans des installations fixes (non situées sous couvert d'arbres) constituant une dépendance d'habitation.

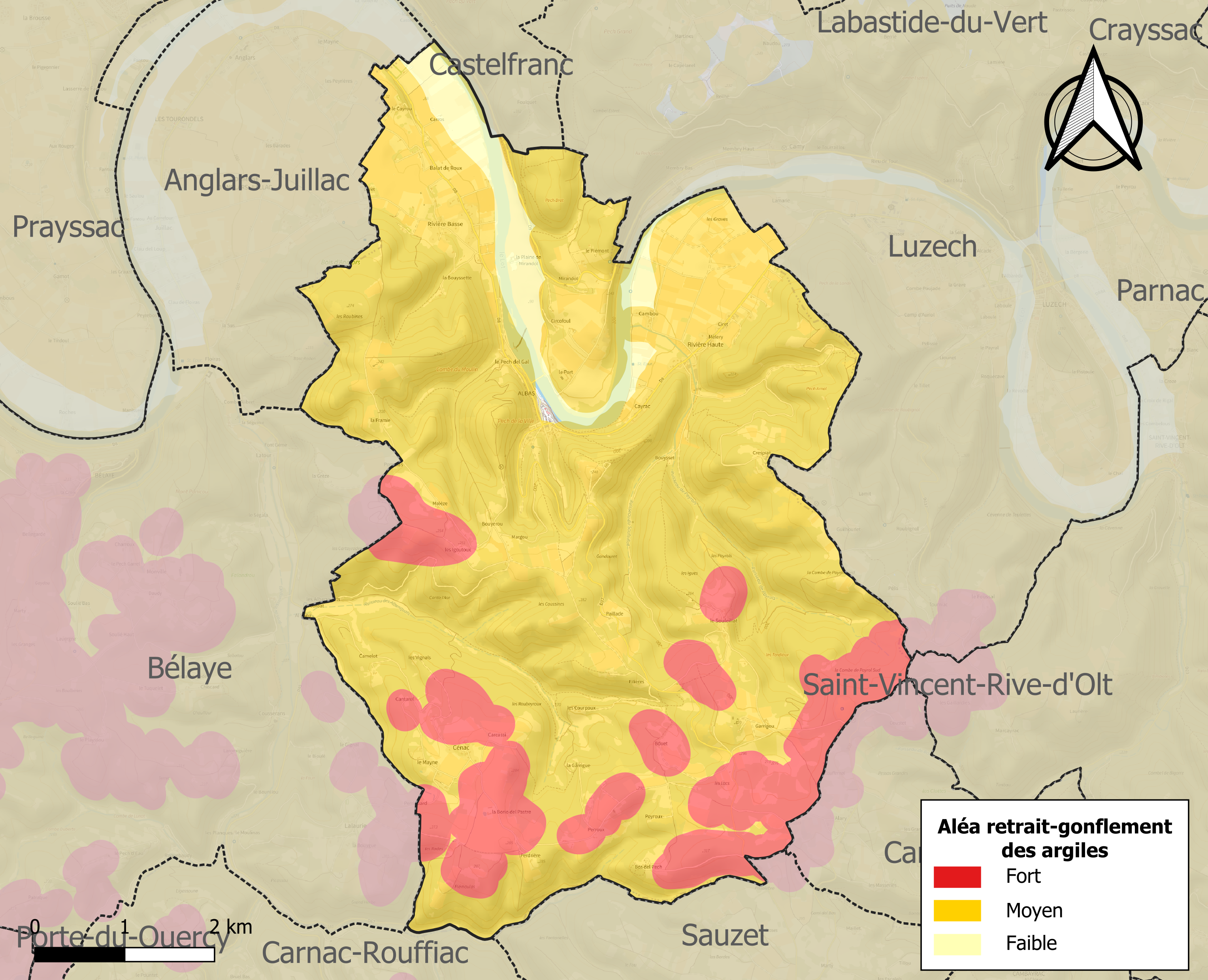
Carte des zones d'aléa retrait-gonflement des sols argileux d'Albas.

Les mouvements de terrains susceptibles de se produire sur la commune sont des affaissements et effondrements liés aux cavités souterraines (hors mines), des éboulements, chutes de pierres et de blocs, des glissements de terrain et des tassements différentiels. Par ailleurs, afin de mieux appréhender le risque d’affaissement de terrain, l'inventaire national des cavités souterraines permet de localiser celles situées sur la commune.
Le retrait-gonflement des sols argileux est susceptible d'engendrer des dommages importants aux bâtiments en cas d’alternance de périodes de sécheresse et de pluie. 95,5 % de la superficie communale est en aléa moyen ou fort (67,7 % au niveau départemental et 48,5 % au niveau national). Sur les 418 bâtiments dénombrés sur la commune en 2019, 369 sont en aléa moyen ou fort, soit 88 %, à comparer aux 72 % au niveau départemental et 54 % au niveau national. Une cartographie de l'exposition du territoire national au retrait gonflement des sols argileux est disponible sur le site du BRGM,.
Par ailleurs, afin de mieux appréhender le risque d’affaissement de terrain, l'inventaire national des cavités souterraines permet de localiser celles situées sur la commune.
Concernant les mouvements de terrains, la commune a été reconnue en état de catastrophe naturelle au titre des dommages causés par la sécheresse en 1996 et par des mouvements de terrain en 1999.

#### Risques technologiques
La commune est en outre située en aval des barrages de Grandval et de Sarrans, des ouvrages de classe A disposant d'une retenue de respectivement 270,6 millions et 296 millions de mètres cubes,

## Toponymie
Attestée sous la forme Albars dans un texte du XIIIe siècle.
Une opinion fantaisiste qui, par analogie, recherche dans le domaine des plantes ou des animaux l'origine de certains mots, tendrait à faire dériver Albas du mot Alba désignant en occitan le Saule blanc (Salix Alba) qui mire ses claires frondaisons sur les bords des méandres du Lot. Ce serait ainsi et à peu près la même origine que pour Montauban, dont Lacoste donne l'explication suivante dans son Histoire du Quercy : « En patois, Mount-alba, étymologie donnée par la situation de la ville sur un plateau où croissent des saules ».
Cette première interprétation paraît d'autant plus invraisemblable que dans les textes de la Bibliothèque nationale, collection concernant l'évêché de Cahors et l'église cathédrale du diocèse, on peut lire cette phrase latine : « Jus omnes quod habelat in villa de Albaribus ». Et le Bulletin de la Société des Études du Lot mentionne le fait suivant : « Izarn Ier eut pour successeur son fils que les chroniques du Quercy citent sous le nom de Izarn II, comme un des seigneurs les plus distingués de la région. Seguin de Luzech, père d'Izarn Ier et archidiacre de Cahors, donna à son Chapitre le château du Bas (Castrum Albaribus désigné aujourd'hui par château d'Albas), comme du canton de Luzech ». Albas, du latin albaribus, paraît donc plus logique.
Cependant l'étymologie dériverait tout simplement de la situation topographique du lieu. Le château d'Albas était accroché en nid d'aigle, dès le IXe siècle, sur une falaise escarpée surplombant le Lot. L'agglomération qui se forma autour de la redoutable forteresse étala ses masures aux pentes rocailleuses dégringolant vers la rivière. Du haut des collines dominant la luxuriante vallée, l'œil découvre, au fond d'un entonnoir, à cent mètres au-dessous, les toits bariolés de la teinte du temps desquels émerge la flèche aiguë d'un clocher moderne, profilant sa mince silhouette dans le vide. C'est de ce belvédère que la dénomination du Bas prend toute sa signification : « Le Bas », en occitan « lo Bas (lou Bas) ». D'ailleurs, il y a eu, au cours des siècles, diverses transformations : L'article « al » ne s'est-il pas adjoint au mot « Bas » pour former Albas ? D'où les expressions en dialecte local « Boou al Bas, béni dal Bas », soit « je vais à Albas, je viens d'Albas ». Ne dit-on pas dans le même dialecte quercynois « Lou Bas et Tous Bassens » pour « Albas et les Albassiens ». Telle serait l'origine étymologique du mot Albas que les moines copistes du Moyen Âge traduisirent dans des actes authentiques par Albaribus.
Selon Gaston Bazalgues, le toponyme Albas serait basé sur le latin albaris désignant un arbre : le peuplier banc. Albarus aurait donné Albar puis Albas.

## Histoire

### DuMoyen ÂgeauXVIIesiècle
Albas connut au Moyen Âge le même sort que celui des villages voisins. Point stratégique sur la rivière Lot qui était la principale voie de communication, la cité était à la fois un port et une place forte. Le village s'embusqua dans des fortifications sur son bastion et installa des tours de guet à proximité.
À l'époque féodale, le Quercy était morcelé en une multitude de seigneuries laïques et ecclésiastiques. Albas devient la résidence des évêques de Cahors qui s'y succèdent jusqu'au XVIIe siècle. L'évêque de Cahors était alors le plus puissant des seigneurs dans la basse vallée du Lot où il organisa un domaine important autour de points forts comme Mercuès, Luzech, Puy-l'Évêque ou encore Albas. Contrairement à Puy-l'Evêque ou Luzech, les évêques adoraient demeurer à Albas et s'occupaient toujours de veiller à la sûreté de la cité. Pendant la guerre de Cent Ans, Bernard de Cardaillac occupe le siège de l'évêché. Il renforce les défenses de sa résidence. Après le traité de Brétigny qui livre le Quercy aux Anglais, il continue de séjourner à Albas. Si la ville fut conquise une fois durant la Guerre de Cent Ans, elle eut surtout à souffrir des Guerres de Religion : les Huguenots la pillèrent à plusieurs reprises en 1562, en 1570 et en 1620.
En 1577, l'évêché de Cahors eut à sa tête un jeune homme de 18 ans, Antoine d'Hebrard de Saint-Sulpice, qui fit accorder à la petite ville par ordonnance royale du roi Henri III, 4 foires et 52 marchés. Albas eut l'avantage d'acquérir une Charte de Coutumes en 1621, c'est-à-dire un ensemble de règlements gérant les droits et les devoirs partagés des seigneurs et des habitants.

#### Fléaux du Moyen Âge
Famine de 1285. Dans le diocèse de Cahors, le pain se vendit neuf deniers au lieu d'un denier.
Tremblement de terre de 1302 qui secoua fortement les maisons.
Famine de 1304. Philippe le Bel ordonna aux communes des environs de Cahors d'apporter leurs grains pour préserver la ville des horreurs de la famine qui désolait le Quercy.
Famine de 1310. Occasionnée par les pluies de printemps et de l'été. Le grain était si rare que l'on ne pouvait s'en procurer à prix d'or. Les pauvres furent réduits à brouter l'herbe comme les animaux.
Famine de 1323. Le roi Charles le Bel fit un voyage dans le Midi. Il s'arrêta à Cahors, à Montauban et à Toulouse pour soulager les misères en étendant le commerce des grains.
Tremblement de terre de 1355 qui renversa des maisons, le 30 octobre avant le lever du soleil.

#### Albas et la batellerie

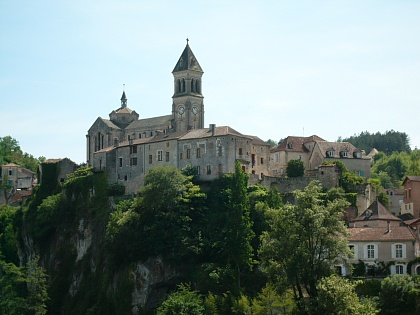
Vue de l'église d'Albas.

Fougueuse et indisciplinée, creusant capricieusement son lit, la rivière du Lot fut asservie au Moyen Âge et transformée en voie fluviale assagie et navigable qui relia la région au grand port de Bordeaux, sous la domination anglaise, grand exportateur de nos vins. L'histoire du vin de Cahors est étroitement liée à celle de la batellerie sur le Lot. Les évêques possédaient de grands domaines à Albas dont les produits ne pouvaient être consommés sur place par les habitants. Il était donc nécessaire d'encourager l'exportation par voie fluviale, car les routes étaient quasi inexistantes.
L'initiateur du projet fut l'évêque Guilhem de Cardaillac qui décida le 19 juillet 1219 l'aménagement du « cami de l'aïgua », le chemin de l'eau, jusqu'à Condat commune de Fumel, limite de l'Agenais. Le Lot permit donc le transit économique et rapide des futailles jusqu'à Bordeaux et au-delà vers l'Angleterre, la Russie, l'Amérique, etc. Le transport fluvial sur le fleuve deviont ainsi intense, les bateaux « gabares » qui transportaient les barriques quittant le port d'Albas pour se rendre à Bordeaux vendre le vin.

#### Légendes locales

##### La légende de la Tour du Soupadou

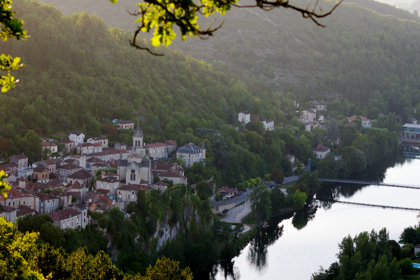
Vue d'Albas de la table d'orientation.

Au temps où les évêques de Cahors villégiaturaient au château d'Albas, l'un d'eux avait à son service, non seulement des cuisiniers, mais encore des cuisinières accortes et jeunes, bien triées dans la fine fleur des environs. Cette désinvolte façon d'enfreindre les instructions données aux prêtres sur le choix des servantes de presbytère, qui devaient avoir l'âge canonique, provoquait dans le clergé d'ironiques réflexions. Dieu sait si les curés des environs en glosaient sur le compte de leur épiscope…
Monseigneur goûtait mal ces railleries et les complaisants mouchards à sa solde chatouillaient désagréablement ses oreilles. Usant de son pouvoir absolu à l'égard de ses sujets, il se vengeait férocement de leur indiscrétion. Quand Monseigneur était averti que l'un d'eux, clerc ou laïc, avait osé surprendre ses intimités domestiques, il l'invitait à souper à une date bien choisie par une nuit ténébreuse. Le repas avait lieu dans la légendaire tour dont une étroite fenêtre dissimulait presque les mystérieuses profondeurs du gouffre surplombant la rivière. Les meilleurs vins de la cave du château étaient servis sur la table du festin et l'on versait à la victime de telles rasades qu'elle finissait toujours dans un état d'ébriété.
À ce moment favorable, les jeunes cuisinières ligotaient le malheureux invité et, par-dessus la fenêtre, l'envoyaient pieds et poings liés dans la rivière, lui faisant décrire une parabole de plus de cinquante mètres. Le cabinet où se déroulaient ces dramatiques scènes existe toujours dans la maison Laniès. Le mot soupadou en patois, veut dire petit souper ou plus exactement souper intime...

##### La légende de Tournepique
À l'une des époques les plus malheureuses de l'histoire d'Albas, en 1355, les Anglais envoyèrent de l'Agenais, un détachement de troupes qui devait ravager le pays. Le traître Le Noir de Lezergues, seigneur d'Orgueil, venait de leur livrer Puy-l'Évêque qu'il commandait au nom de l'évêque de Cahors, Bertrand de Cardaillac, en résidence à Albas, quand ils se décidèrent à remonter la vallée du Lot. Ils reconnurent Prayssac, prirent Castelfranc alors appelé Castillonnet, brûlèrent le bourg qu'ils devaient plus tard rebâtir et arrivèrent à la forteresse d'Albas ou du Bas, propriété de l'évêque de Cahors. Ils campèrent sur la rive droite du Lot et leur chef Sir Coffe se logea au lieu appelé depuis Circofoul.
Le château fort d'Albas surplombait la falaise, à 50 m au-dessus du Lot. Il épousait le contour triangulaire d'un rocher présentant le sommet aux assaillants. Deux des côtés étaient protégés par des rocs à pic, tandis que le troisième, de la façade sud, était défendu par un large fossé appelé Lou Pal et de fortes murailles crénelées, flanquées de tours donnant accès à l'intérieur par des portes fortifiées. Au milieu, s'élevaient le clocher de la chapelle et le donjon plus connu de nos jours sous le nom de Tour Grosse. Tous ces ouvrages dont il existe encore des vestiges, formaient une forteresse redoutable et inexpugnable du côté de la rivière.
La petite troupe d'Anglais comptait pour réussir son expédition sur les hommes valides du pays, encadrés par forces dans ses rangs. D'ailleurs le chef, Sir Coffe, mit ces auxiliaires au premier rang et leur donna l'ordre de passer la rivière à un gué qui, avant la construction de la chaussée, se trouvait en face de l'emplacement désigné encore sous le nom de châtaignier de M Miran (à côté du château et un peu en aval). À la pointe du jour, la troupe anglaise descendit du plateau de Circofoul et prit sa position de combat tandis que les auxiliaires étaient conduits au bord du Lot avec mission de forcer le gué et de contourner la forteresse pour l'aborder par le Pal. Témoin de ces préparatifs, la forteresse restait silencieuse. À peine l'avant-garde s'engageait-elle dans la rivière qu'une grêle de traits et de pierres, accompagnée de jets d'huile bouillante[réf. nécessaire] lancée par des machines soufflantes s'abattit sur elle. Les malheureux auxiliaires dans l'eau jusqu'à la ceinture, n'avançaient que fort lentement. Outre les projectiles qui les décimaient, ils risquaient d'être entraînés par le courant. Ils étaient parvenus au milieu de la rivière lorsque quelques-uns perdirent pied et s'en allèrent à la dérive.
Cette critique situation ranima leur courage et leur patriotisme à la fois. Renonçant à donner l'assaut à l'inexpugnable forteresse de leur Évêque, les auxiliaires prirent l'héroïque parti de retourner leurs piques contre les Anglais. En colonne serrée, ils foncèrent sur le centre de la troupe de l'ennemi héréditaire et la mirent en déroute. Maîtres du terrain, ils allèrent camper dans la châtaigneraie de Galliacy. L'endroit où le centre de la troupe anglaise fut enfoncée est désigné au cadastre sous le nom de Tournepique, dans la propriété de M. Pagès du Port dont la famille porta le nom, pendant des siècles, de Pagès Tournepique pour se différencier des nombreux Pagès de la localité.

### DuXVIIesiècleà nos jours
Considérant que l'ensemble formé sur la commune d'Albas par le bourg, constitue un site pittoresque, dont la préservation revêt un caractère d'intérêt général, la commune est inscrite depuis le 18 décembre 1991 à l'Inventaire des monuments naturels et des sites de caractère artistique, historique, scientifique, légendaire ou pittoresque du département du Lot. La commune d'Albas est par ailleurs en cours d'inscription en zone de protection du patrimoine architectural, urbain et paysager. Les remparts et la mairie d'Albas ont été restaurés entre 2011 et 2018 par des volontaires de l'association  Chantiers Histoire et architecture médiévale.

## Politique et administration

### Administration municipale
Le nombre d'habitants au recensement de 2011 étant compris entre 500 et 1 499 habitants, le nombre de membres du conseil municipal pour l'élection de 2014 est de quinze,.

### Rattachements administratifs et électoraux
Commune faisant partie de l'arrondissement de Cahors de la communauté de communes de la Vallée du Lot et du Vignoble et du canton de Luzech.

### Liste des maires

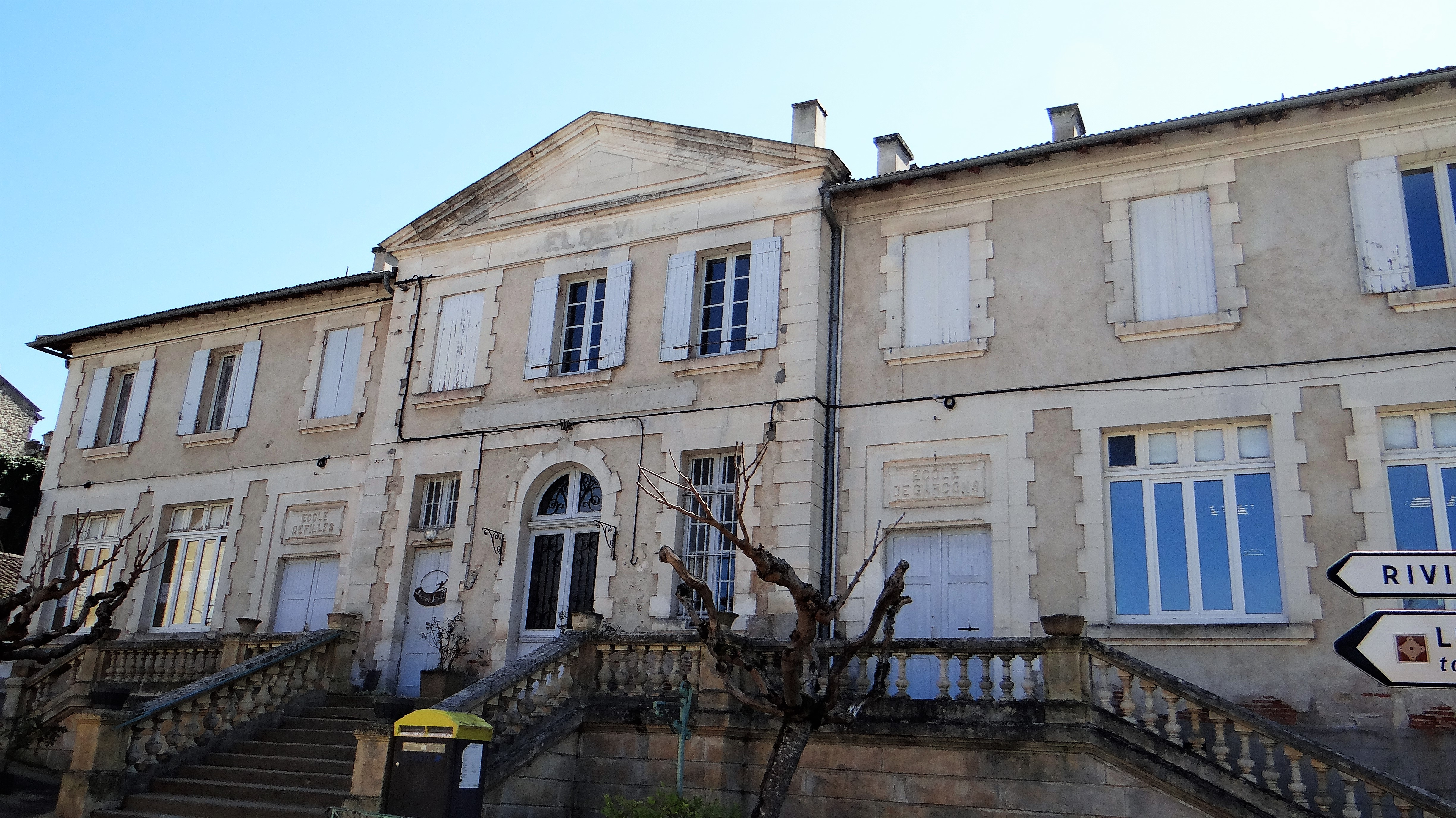
Ancien hôtel de ville et école primaire.

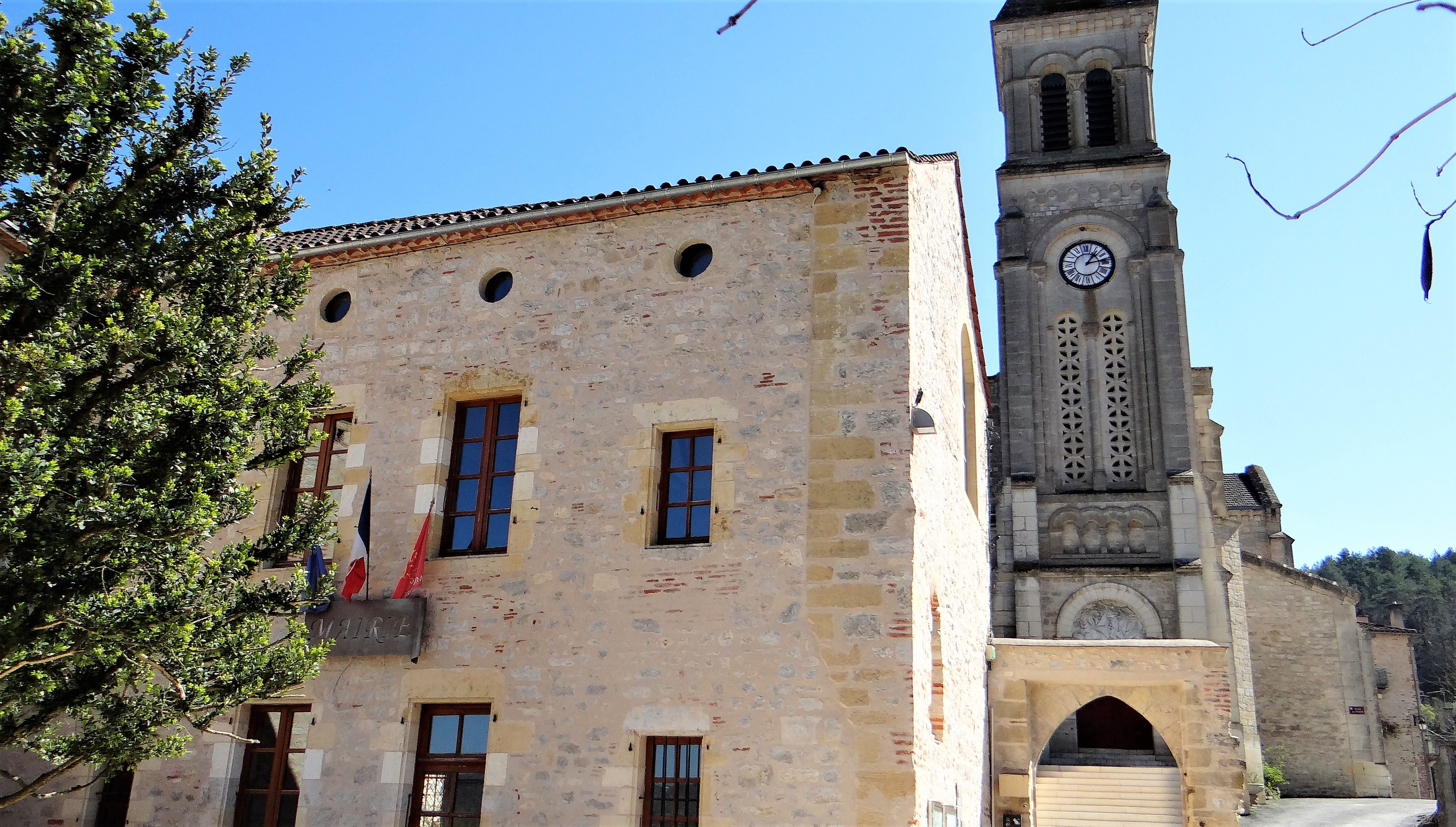
Actuelle mairie dans une aile de l'ancien château épiscopal, avec le clocher de l'église Saint-Laurent.

| Période                                  | Période       | Identité                            | Étiquette | Qualité               |
| ---------------------------------------- | ------------- | ----------------------------------- | --------- | --------------------- |
| 1802                                     | 1815          | Pierre Rigal                        |           |                       |
| 1815                                     | 1823          | Charles Alexis Salinier             |           |                       |
| 1823                                     | 1830          | Jean Georges Pierre Alexis Bercegol |           |                       |
| 1831                                     | 1838          | Jean Bataille                       |           |                       |
| 1843                                     | 1843          | Antoine Pelissie                    |           |                       |
| 1844                                     | 1846          | Dominique Constans                  |           |                       |
| 1846                                     | 1848          | Jean-François Bousquet              |           |                       |
| avril 1848                               | octobre 1848  | Frédéric Bercegol                   |           |                       |
| octobre 1848                             | décembre 1848 | Antoine Pelissie                    |           |                       |
| 1849                                     | 1851          | Dominique Constans                  |           |                       |
| novembre 1851                            | décembre 1851 | Jean-François Andral                |           |                       |
| 1852                                     | 1855          | Jean-François Bousquet              |           |                       |
| 1856                                     | 1860          | Jean-Baptiste François Couaillac    |           |                       |
| 1861                                     | 1867          | Michel Laucoux                      |           |                       |
| 1867                                     | 1869          | Edouard Bonamie                     |           |                       |
| 1869                                     | 1870          | Laurent Fieuzal                     |           |                       |
| 1870                                     | 1883          | Charles Pelissie                    |           |                       |
| 1883                                     | 1884          | Raymond Louis Hippolyte Dulac       |           |                       |
| 1884                                     | 1886          | Joseph Guiches                      |           |                       |
| 1886                                     | 1886          | Frédéric Bercegol                   |           |                       |
| 1886                                     | 1901          | Paul Gustave Pages du Port          |           |                       |
| 1901                                     | 1902          | Louis Dieudonné Mourgues            |           |                       |
| Les données manquantes sont à compléter. |               |                                     |           |                       |
| avant 1988                               | ?             | Jean-Daniel Ceskin                  |           |                       |
| mars 2001                                | 2008          | André Pezet                         |           |                       |
| 2008                                     | 2020          | Martial Stambouli                   | DVD       |                       |
| 2020                                     | En cours      | Jean-Pierre Alaux                   | DVG       | Journaliste, écrivain |
| Les données manquantes sont à compléter. |               |                                     |           |                       |

## Population et société

### Démographie
Les habitants sont nommés les Albasois.
L'évolution du nombre d'habitants est connue à travers les recensements de la population effectués dans la commune depuis 1793. Pour les communes de moins de 10 000 habitants, une enquête de recensement portant sur toute la population est réalisée tous les cinq ans, les populations de référence des années intermédiaires étant quant à elles estimées par interpolation ou extrapolation. Pour la commune, le premier recensement exhaustif entrant dans le cadre du nouveau dispositif a été réalisé en 2006.

En 2022, la commune comptait 529 habitants, en évolution de +0,76 % par rapport à 2016 (Lot : +1,31 %, France hors Mayotte : +2,11 %).
| 1793  | 1800  | 1806  | 1821  | 1831  | 1836  | 1841  | 1846  | 1851  |
| ----- | ----- | ----- | ----- | ----- | ----- | ----- | ----- | ----- |
| 1 317 | 1 480 | 1 471 | 1 815 | 1 888 | 2 033 | 1 911 | 1 918 | 1 837 |

| 1856  | 1861  | 1866  | 1872  | 1876  | 1881  | 1886  | 1891  | 1896  |
| ----- | ----- | ----- | ----- | ----- | ----- | ----- | ----- | ----- |
| 1 625 | 1 746 | 1 791 | 1 737 | 1 670 | 1 578 | 1 541 | 1 308 | 1 278 |

| 1901  | 1906  | 1911  | 1921 | 1926 | 1931 | 1936 | 1946 | 1954 |
| ----- | ----- | ----- | ---- | ---- | ---- | ---- | ---- | ---- |
| 1 120 | 1 141 | 1 010 | 835  | 743  | 653  | 651  | 585  | 652  |

| 1962 | 1968 | 1975 | 1982 | 1990 | 1999 | 2006 | 2011 | 2016 |
| ---- | ---- | ---- | ---- | ---- | ---- | ---- | ---- | ---- |
| 597  | 504  | 522  | 545  | 507  | 545  | 517  | 521  | 525  |

| 2021 | 2022 | - | - | - | - | - | - | - |
| ---- | ---- | - | - | - | - | - | - | - |
| 526  | 529  | - | - | - | - | - | - | - |

| selon la population municipale des années : | 1968 | 1975 | 1982 | 1990 | 1999 | 2006 | 2009 | 2013 |
| Rang de la commune dans le département      | 47   | 75   | 54   | 60   | 63   | 70   | 76   | 76   |
| Nombre de communes du département           | 340  | 340  | 340  | 340  | 340  | 340  | 340  | 340  |

### Enseignement
Albas fait partie de l'académie de Toulouse.
Un regroupement pédagogique intercommunal (RPI) est formé avec les communes d'Anglars-Juillac, Bélaye et Castelfranc. Albas possède aussi une bibliothèque.

### Services publics
Camping municipal, aire de services pour camping-cars avec stationnement, services et bivouacs sont gratuits.

### Manifestations culturelles et festivités
- La Fête du vin de Cahors a eu lieu chaque année au mois de mai de 1996 à 2010, puis une dernière édition en 2013.
- La Fête d'Albas a lieu chaque année le premier dimanche du mois d'août.
- L'association les Intersaisons de Musique à Albas organise dans son église deux concerts, un en juin (concert de jazz) et un en octobre (concert classique).

### Sports
Plusieurs parcours de randonnées sont présents sur la commune ainsi qu'un club de foot. Les activités suivantes sont également pratiquées : pétanque, pêche et chasse.

## Économie

### Revenus
En 2018, la commune compte 232 ménages fiscaux, regroupant 466 personnes. La médiane du revenu disponible par unité de consommation est de 20 810 € (20 740 € dans le département).

### Emploi
|                | 2008  | 2013  | 2018   |
| -------------- | ----- | ----- | ------ |
| Commune        | 8,8 % | 8,9 % | 13,4 % |
| Département    | 7,3 % | 8,9 % | 9,6 %  |
| France entière | 8,3 % | 10 %  | 10 %   |

En 2018, la population âgée de 15 à 64 ans s'élève à 305 personnes, parmi lesquelles on compte 70,3 % d'actifs (56,9 % ayant un emploi et 13,4 % de chômeurs) et 29,7 % d'inactifs,. Depuis 2008, le taux de chômage communal (au sens du recensement) des 15-64 ans est supérieur à celui de la France et du département.
La commune fait partie de la couronne de l'aire d'attraction de Cahors, du fait qu'au moins 15 % des actifs travaillent dans le pôle,. Elle compte 118 emplois en 2018, contre 97 en 2013 et 106 en 2008. Le nombre d'actifs ayant un emploi résidant dans la commune est de 178, soit un indicateur de concentration d'emploi de 66,1 % et un taux d'activité parmi les 15 ans ou plus de 47,3 %.
Sur ces 178 actifs de 15 ans ou plus ayant un emploi, 57 travaillent dans la commune, soit 32 % des habitants. Pour se rendre au travail, 83,8 % des habitants utilisent un véhicule personnel ou de fonction à quatre roues, 2,8 % les transports en commun, 3,9 % s'y rendent en deux-roues, à vélo ou à pied et 9,5 % n'ont pas besoin de transport (travail au domicile).

### Activités hors agriculture

#### Secteurs d'activités
38 établissements sont implantés  à Albas au 31 décembre 2019. Le tableau ci-dessous en détaille le nombre par secteur d'activité et compare les ratios avec ceux du département,.
| Secteur d'activité                                                                                        | Commune | Commune | Département |
| Secteur d'activité                                                                                        | Nombre  | %       | %           |
| --- | ------- | ------- | ----------- |
| Ensemble                                                                                                  | 38      |         |             |
| Industrie manufacturière, industries extractives et autres                                                | 4       | 10,5 %  | (14 %)      |
| Construction                                                                                              | 9       | 23,7 %  | (13,9 %)    |
| Commerce de gros et de détail, transports, hébergement et restauration                                    | 9       | 23,7 %  | (29,9 %)    |
| Information et communication                                                                              | 1       | 2,6 %   | (1,8 %)     |
| Activités immobilières                                                                                    | 2       | 5,3 %   | (3,5 %)     |
| Activités spécialisées, scientifiques et techniques et activités de services administratifs et de soutien | 6       | 15,8 %  | (13,5 %)    |
| Administration publique, enseignement, santé humaine et action sociale                                    | 1       | 2,6 %   | (12 %)      |
| Autres activités de services                                                                              | 6       | 15,8 %  | (8,7 %)     |

Le secteur du commerce de gros et de détail, des transports, de l'hébergement et de la restauration est prépondérant sur la commune puisqu'il représente 23,7 % du nombre total d'établissements de la commune (9 sur les 38 entreprises implantées  à Albas), contre 29,9 % au niveau départemental.

#### Entreprises et commerces
Les deux entreprises ayant leur siège social sur le territoire communal qui génèrent le plus de chiffre d'affaires en 2020 sont : 
- EURL Carré Noir, restauration de type rapide (72 k€)
- SARL Eugénie Sélection, commerce de gros (commerce interentreprises) de boissons (10 k€)

### Agriculture
La commune est dans la vallée du Lot », une petite région agricole s'étendant d'est en ouest et de part et d'autre du cours du Lot, particulièrement réputée pour ses vignes, celles du vignoble de Cahors plus précisément. En 2020, l'orientation technico-économique de l'agriculture  sur la commune est la viticulture.
|               | 1988 | 2000 | 2010 | 2020 |
| ------------- | ---- | ---- | ---- | ---- |
| Exploitations | 33   | 30   | 26   | 16   |
| SAU (ha)      | 489  | 531  | 519  | 426  |

Le nombre d'exploitations agricoles en activité et ayant leur siège dans la commune est passé de 33 lors du recensement agricole de 1988  à 30 en 2000 puis à 26 en 2010 et enfin à 16 en 2020, soit une baisse de 52 % en 32 ans. Le même mouvement est observé à l'échelle du département qui a perdu pendant cette période 60 % de ses exploitations,. La surface agricole utilisée sur la commune a également diminué, passant de 489 ha en 1988 à 426 ha en 2020. Parallèlement la surface agricole utilisée moyenne par exploitation a augmenté, passant de 15 à 27 ha.

## Culture locale et patrimoine

### Lieux et monuments

#### Le château d'Albas
Accroché en nid d'aigle, dès le IXe siècle sur une falaise escarpée surplombant le Lot, le château d'Albas (Castrum Albaribus) connut des remaniements successifs, de 1262 à la fin du XVIIe siècle (château fort au début du millénaire, puis château féodal aux XIIIe siècle, XIVe siècle, XVe siècle), devenant la demeure des évêques de Cahors. L'agglomération qui se forma autour de la redoutable forteresse étala ses masures aux pentes rocailleuses dégringolant vers la rivière. De cette vaste construction au riche passé, émaillé d’événements et de légendes de toutes sortes, ne subsistent aujourd'hui que des vestiges remaniés : il reste en effet essentiellement deux portes qui permettent d'imaginer ce que ce château fut au cours des siècles. L'ancienne chapelle du château, détruite en 1894 par le désir du clergé de moderniser ce lieu de culte, fut remplacée par une église bâtie au sein de ce bourg médiéval.
Le jardin toscan
Depuis l'été 2019, Albas s'est enrichie d'un jardin d'inspiration toscane situé sur l'une des terrasses surplombant le Lot, au pied de l'ancien palais épiscopal. Dessiné par l'architecte Daniel Roudière, ce jardin méditatif, qui est aussi un théâtre de verdure, a été initié par l'association Albas Patrimoine. Jouissant d'une fontaine au milieu d'un champ de lavande et de cyprès florentins, il offre un des plus beaux balcons sur la vallée du Lot.

#### Le château de la Blainie

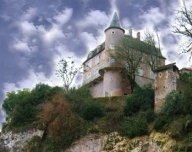
Château de la Blainie.

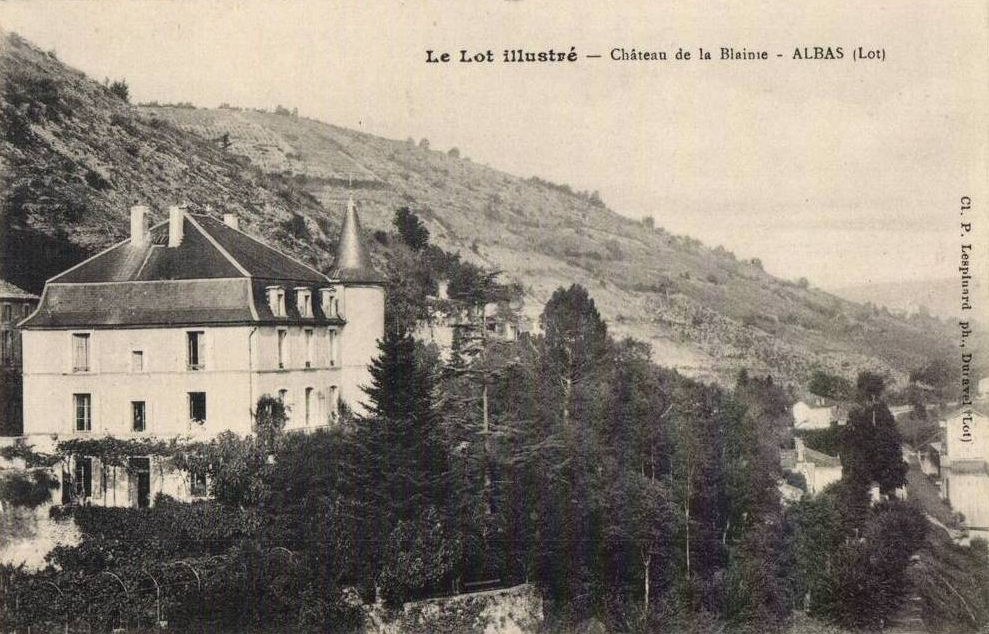
Château de la Blainie au début du XXe siècle à Albas (Lot).

Surplombant le Lot, le château de la Blainie (par corruption Bleynie) fut bâti vers 1865 sur un piton rocheux et au cœur du village, près de l'église, par l'intendant général Étienne Pagès, inspecteur des Armées sous le Second Empire, gouverneur des États pontificaux.

#### Le château du Port
Face au village et en contrebas, on distingue le château du Port en pierres blanches de Loire, derrière ses séquoias et ses cèdres centenaires. Sa construction, achevée en 1881, fut entreprise par le banquier Adrien Pagès du Port, dans ce style néo-classique très prisé à la fin du XIXe siècle. L'intérieur du château, très bien conservé, possède un salon "chinois".

#### L'égliseSaint-Étienned'Albas

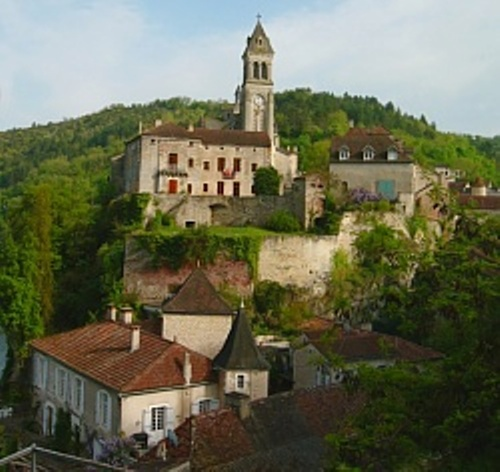
Vue de l'église d'Albas.

De construction romane, son clocher étant d'ailleurs remplacé à la fin du Moyen Âge par un beffroi, elle fut détruite à l'initiative de son curé en 1894 qui n'eut de cesse de la reconstruire, dans le style « roman ». Elle a été reconstruite par l'architecte départemental Jean Gabriel Achille Rodolosse, telle que nous la connaissons actuellement, en 1897. Récemment rénovée, elle a retrouvé son éclat d'antan.

#### Maison des Mirepoises
Les Mirepoises étaient une congrégation religieuses fondée à Cahors par Anne de Thémines qui se consacrait à l'éducation des jeunes filles. Les Mirepoises ont fondé leur première école à Albas, le 6 août 1677, avec l'aide de Jean de Giscard
Sur la « petite place » des Mirepoises était autrefois situé le cimetière des pauvres, avant qu'une halle n'y fût construite, où étaient commercialisés la garance et le safran.

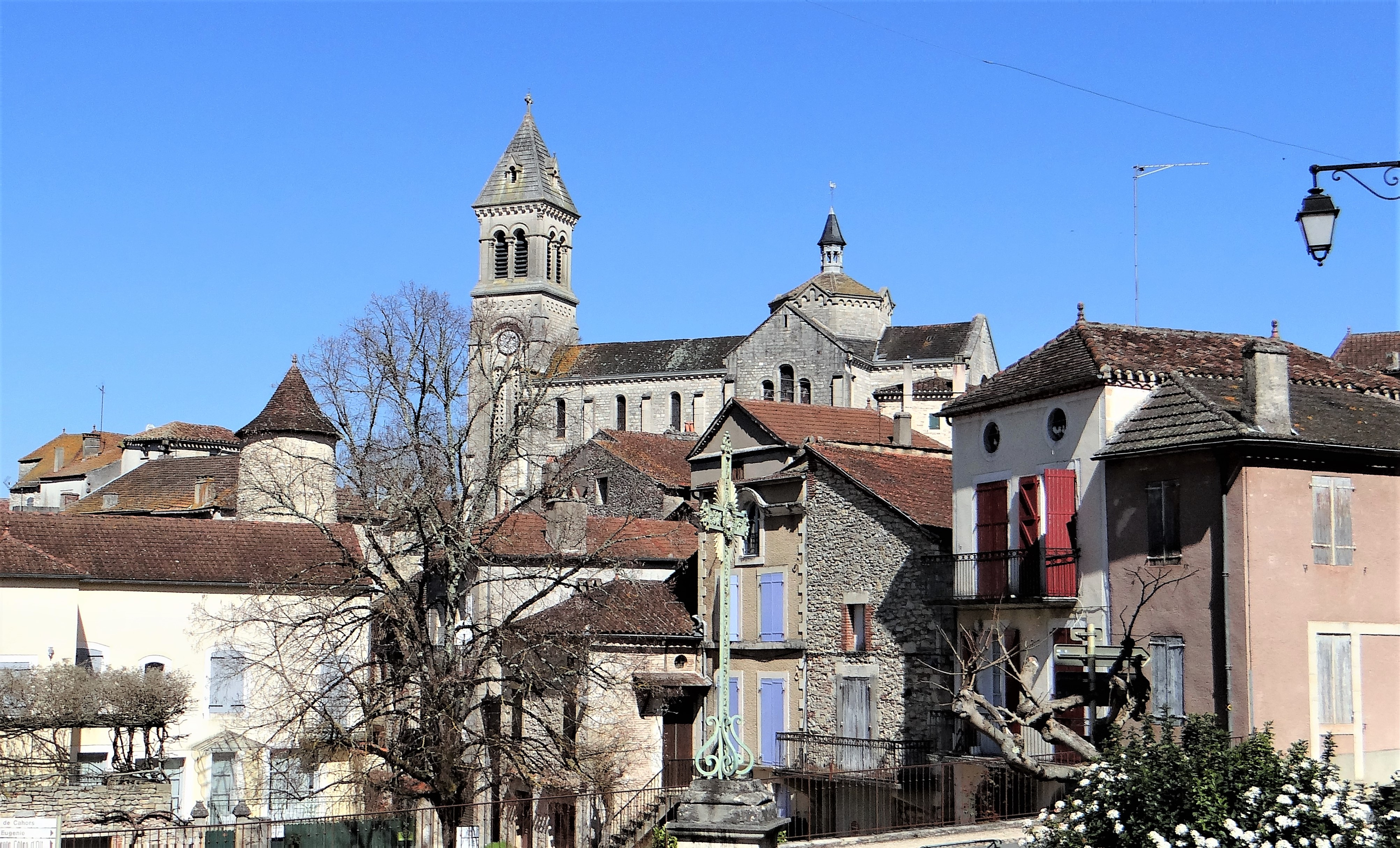
L'église Saint-Étienne d'Albas dominant l'ancien bourg castral, avec, à gauche, l'ancienne maison des Mirepoises.
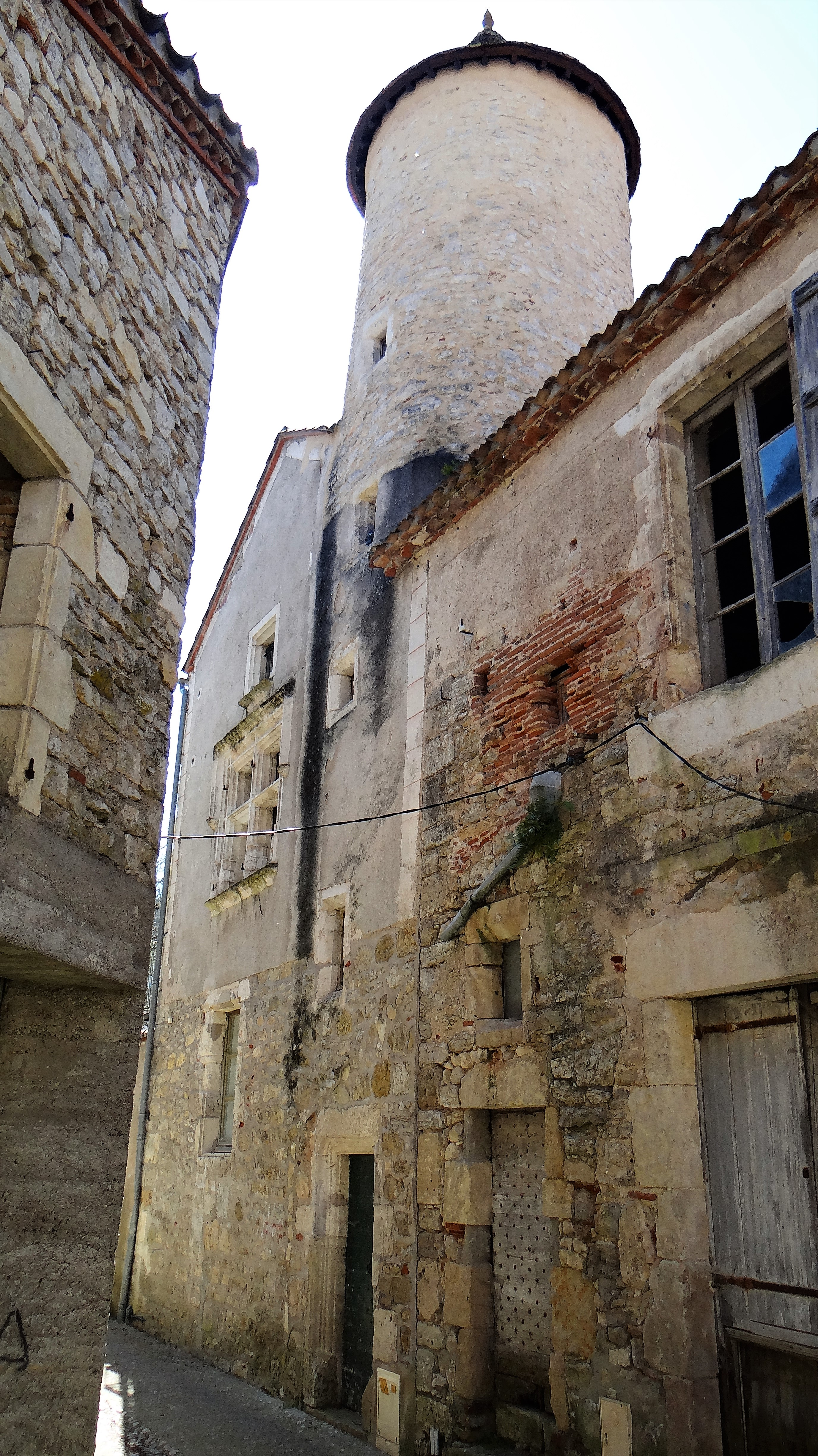
Ancienne maison des Mirepoises, façade sur rue avec la tour-escalier.
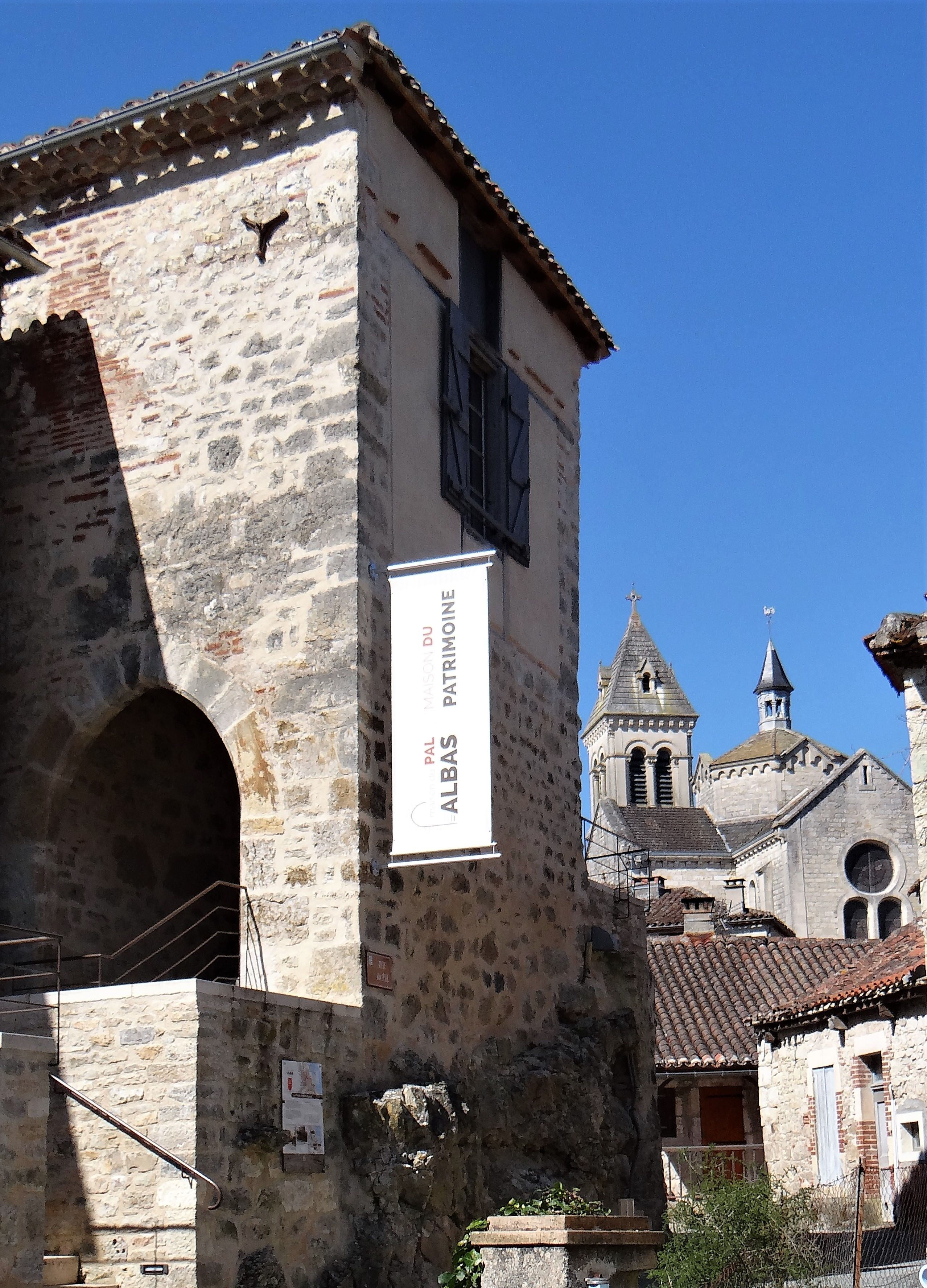
Tour du Pal, ancienne entrée du bourg castral, actuelle maison du patrimoine d'Albas.
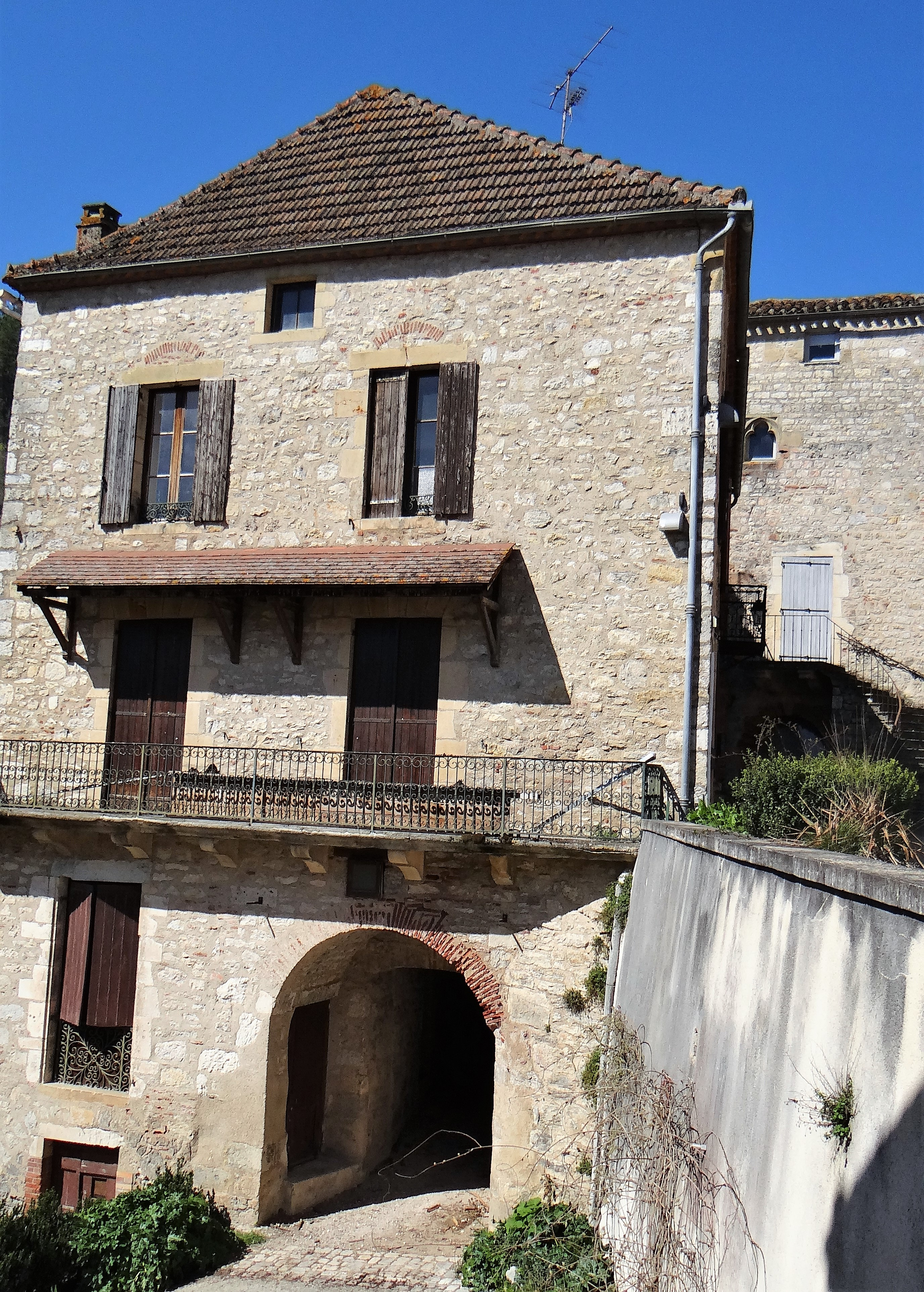
Ancienne porte du Fort.
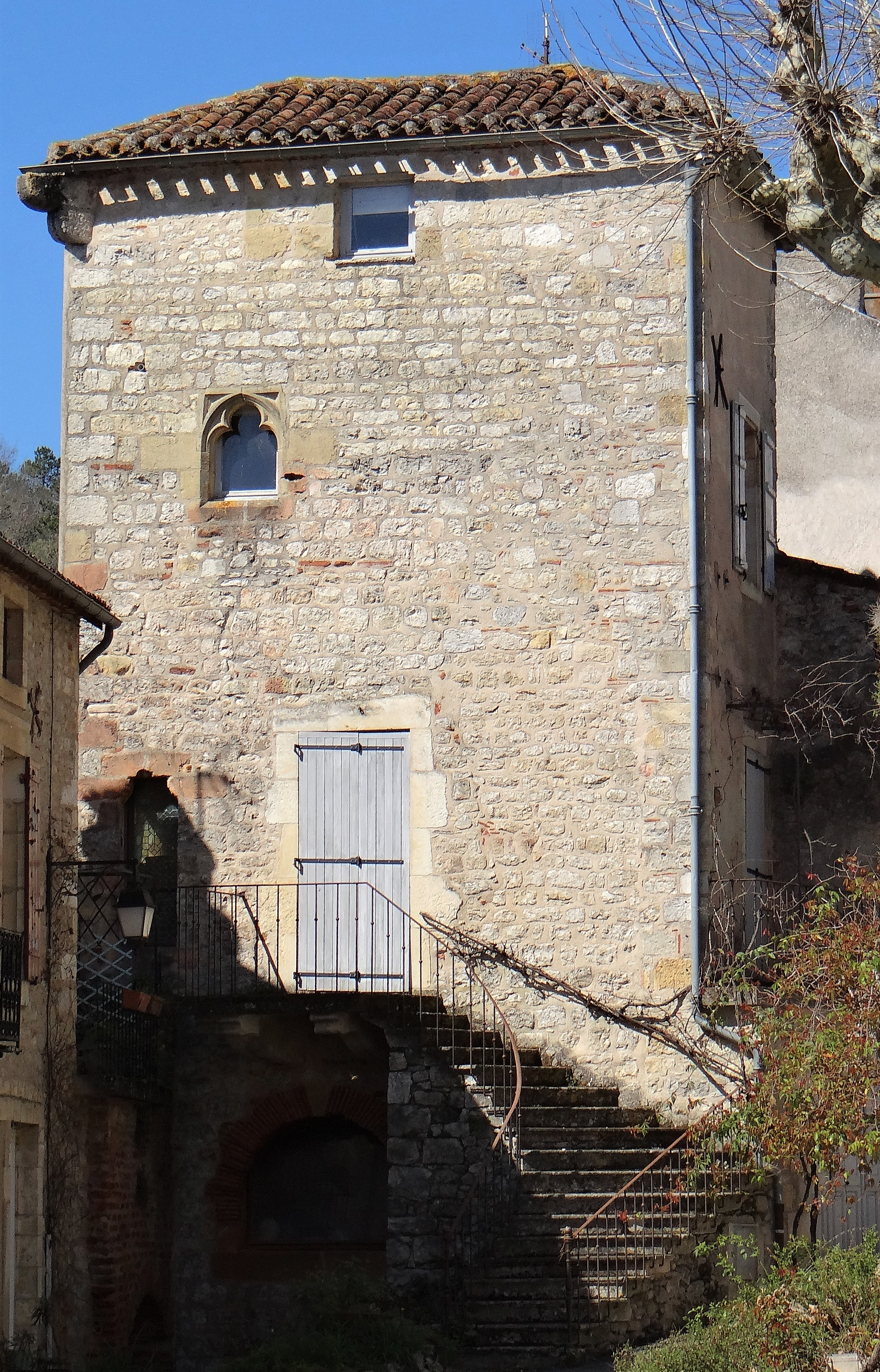
Tour des Consuls.

#### Pont suspendu d'Albas
Le pont suspendu d'Albas a été inauguré en novembre 1933. Le pont a été restauré à partir de mars 2017 en changeant les câbles porteurs et les suspentes liant les câbles porteurs au tablier qui sont corrodés.

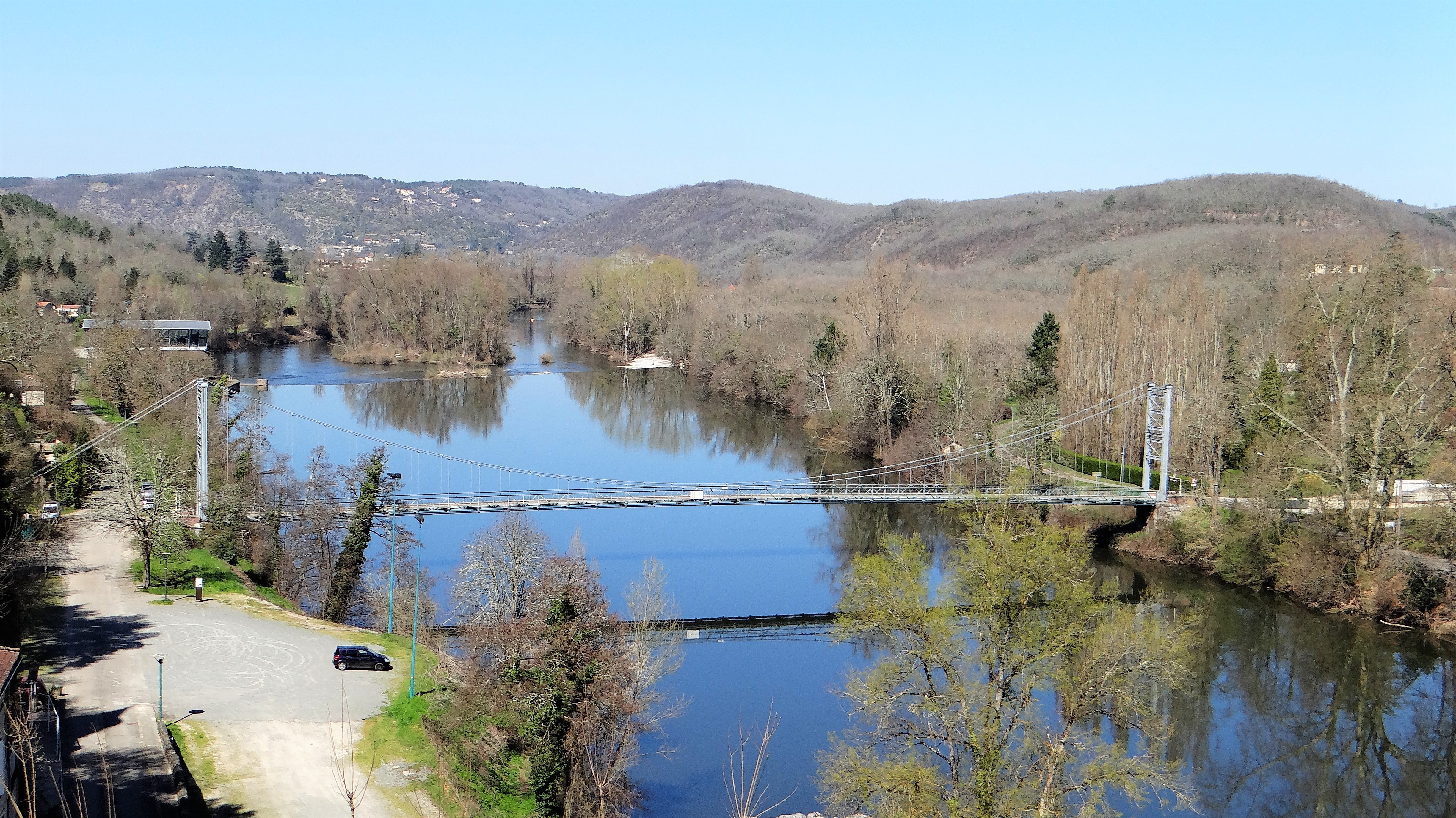
Pont suspendu d'Albas sur le Lot.

- Église Saint-Martin de Cénac.
- Chapelle du cimetière d'Albas.
- Chapelle du cimetière de Cayrac.

### Personnalités liées à la commune
(par année de naissance) :
- Antoine Pélissié de Mirandole né le 14 août 1786 à Rouffiac (46), fils de Marguerite Couture Mirandole (famille d'Albas), domicilié à Mirandol (Albas), conseiller Général de son canton de Luzech, maire d'Albas, député du Lot de 1837 à 1842 et de 1846 à 1848.
- Monseigneur Pierre Marcellin Bonamie. Né le 26 mars 1798 à Albas, il entre dans la congrégation de Picpus et se trouve directeur au séminaire de Tours lorsque le Saint-Siège jette les yeux sur lui pour l'évêché de Babylone en Perse et le nomme administrateur d'Ispahan. Il part pour le Levant en octobre 1833 et arrive à Alep en janvier suivant après avoir visité les îles de la Grèce et même Alexandrie et le Caire. Il reste assez longtemps à Alep attendant le départ d'une caravane, et dans l'intervalle est nommé en février 1835 à l'archevêché de Smyrne, avant de revenir à Paris lorsque la place de supérieur de la congrégation de Picpus vient à vaquer.
- Pierre Foissac (1801-1886), médecin hygiéniste connu pour son travail sur l'influence du temps climatique sur l'homme, y est né.
- Pierre Pagès-Duport (1823-1884), homme politique né à Albas, député du Lot de 1871 à 1876.
- Gustave Guiches (1860-1935). Romancier et auteur dramatique, il est ami de Bloy entre 1881 et 1887, de Huysmans, de Villiers de l'Isle-Adam, et signe le Manifeste des cinq lors de la publication de La Terre d'Émile Zola. On lui doit un portrait assez vivant de Bloy et de son milieu dans ses mémoires publiés en 1924, Au Banquet de la vie.
- Ernest Lafon (1874-1946). Né à Lagardelle, descendant de vieilles familles albassiennes et mort à Albas, il est l'auteur d'une monographie de cette commune.
- Roger Honoré Augustin Miquel (1898-1978), général de corps d'armée né à Cahors, décédé et inhumé à Albas.
- Aroldo Zavaroni (1920-2012), sculpteur installé à Albas, qui a été professeur à l'École supérieure des beaux-arts de Toulouse.
- Henri de Laborde de Monpezat (1934-2018), prince consort de Danemark, mari de la reine Margrethe II et père de deux fils. Il passe son enfance au château du Cayrou dont sa sœur Maurille Beauvillain est l'actuelle propriétaire. Il achète avec son épouse en 1975 le château de Caïx près de Luzech.
- Jean-Pierre Alaux (1955). Né à Cahors, l'écrivain romancier créa dans son nid d'aigle dominant l'ancienne cité médiévale le personnage de Benjamin Lebel pour sa collection Le Sang de la vigne (25 volumes parus chez Fayard), série aujourd'hui adaptée à la télévision sur France 3 et incarnée par le comédien Pierre Arditi. Désormais, il réside dans l'ancien château épiscopal qui fut aussi la demeure du romancier Ernest Lafon. Il préside aujourd'hui l'association Albas Patrimoine.
- Orlane Zavaroni (1961-), céramiste installée à Albas, qui a son atelier à Montcuq.

### Héraldique
| Blason de Albas | Blason  | Écartelé : au premier et au quatrième d'azur à la bande d'argent accompagnée de deux fleurs de lis d'or, au deuxième et au troisième d'argent au lion couronné de gueules, les deux lions affrontés. |
| Blason de Albas | Détails | Le statut officiel du blason reste à déterminer. |

## Pour approfondir